# Holmbergiana weyenberghii
Holmbergiana weyenberghii is een hooiwagen uit de familie Sclerosomatidae.